# Ted Herold
Pour les articles homonymes, voir Herold.
 (septembre 2019).
Si vous disposez d'ouvrages ou d'articles de référence ou si vous connaissez des sites web de qualité traitant du thème abordé ici, merci de compléter l'article en donnant les références utiles à sa vérifiabilité et en les liant à la section « Notes et références ».
Harald Schubring, dit Ted Herold, est un chanteur allemand, né le 9 septembre 1942 à Berlin-Schöneberg et mort le 20 novembre 2021 à Dortmund.

## Biographie
Fils d'un plâtrier, sa famille déménage en 1951 à Bad Homburg vor der Hohe. Ted Herold découvre la musique et surtout le rock'n'roll, notamment Elvis Presley. Il joue dans un groupe de reprises jusqu'à ce qu'une camarade de classe organise un contact avec la maison de disques Polydor en 1958. Après des enregistrements d'essai la même année, l'enregistrement du premier single contient deux reprises de succès d'Elvis Presley dans le studio Polydor à Hambourg par le producteur et chef d'orchestre Bert Kaempfert. Le directeur des ventes invente le pseudonyme Ted Herold pour faire correspondre à des titres rock'n'roll.
Ce premier disque est un succès respectable, Herold obtient un contrat lucratif avec la participation à la vente et passe au studio Polydor à Vienne chez le producteur à succès Gerhard Mendelson, qui a lancé la carrière de Peter Kraus. Alors que Kraus interprète désormais avec succès des titres beaucoup plus doux, Herold se construit comme un « Elvis allemand ». Jusqu'en 1960, Herold chante presque exclusivement des reprises allemandes des titres de Presley. Le titre Ich bin ein Mann qu'il interprète alors qu'il a 17 ans est refusé par les radios[réf. souhaitée].
La carrière de Herold en 1959 est faite de nombreuses sorties uniques et de premières parties notamment avec Tommy Kent, Bully Buhlan, Ralf Paulsen et Max Greger. En 1960, les chansons de Herold deviennent plus douces. La ballade Moonlight, écrite par Werner Scharfenberger et Fini Busch, est le plus grand succès du chanteur avec plus de 500 000 singles vendus et la première place du classement allemand. Herold, qui était encore considéré comme un blouson noir, n'a aucun engagement avant le milieu des années 1960 de la part de chaînes de télévision exclusivement publiques, mais il apparaît entre 1959 et 1963 avec ses titres dans de nombreux films musicaux.
Lorsqu'il joue avec un orchestre jusqu'en 1966, c'est le plus souvent celui de Johannes Fehring, aussi Werner Scharfenberger, Erwin Halletz, Boris Jojic, Gerry Friedrich et Bill Justis.
En 1963, Herold fait son service militaire dans la Bundeswehr à Wetzlar, où il est formé dans le service des communications. Au cours de cette année, il sort trois singles en prévision de la vague beat. Après sa libération en tant que sergent en 1964, les titres n'atteignent pas le succès des précédents. En 1965, il épouse Karin Höhler, la fille d'un restaurateur de Wetzlar, et s'installe dans cette ville. Il signe un dernier single avec Polydor. À l'exception de deux singles publiés en 1969 par la maison de disques Metronome, Herold délaisse sa carrière musicale. À partir de 1970, il occupe le poste de directeur d'atelier. En mars 1977, il réussit l'examen de maîtrise. Herold vit à Echtz pendant deux ans.
La même année, Herold reçoit de manière surprenante une offre du chanteur de rock allemand Udo Lindenberg de participer à un titre pour le LP Panische Nächte et de l'accompagner lors d'une tournée en Allemagne. Il signe un contrat avec Teldec, publie de nouveaux titres qu’il chante avec ses vieux classiques au moment du renouveau rock'n'roll. Herold est accompagné d'un simple groupe avec les guitaristes Helmut Franke et Peter Hesslein.
En septembre 2002, à l'occasion de son 45e anniversaire sur scène et de son 60e anniversaire, il publie le single Ob 16 ou 60 ainsi qu'un CD Best Of. Le même mois, Herold épouse sa compagne de longue date, Manuela, à Dortmund.
En 2005, de nouveaux CD sortent chez A1/A2 Records. En janvier 2016, Herold signe avec Tinacolada. Quelques mois plus tard, il annonce arrêter la scène. Le 29 juin 2018, un double disque Das Beste zum 60. Bühnenjubiläum paraît chez Telamo.

### Mort
Le 20 novembre 2021, Ted Herold meurt accidentellement avec son épouse dans l'incendie de leur appartement.